# Limenitis maynardi
Limenitis maynardi är en fjärilsart som beskrevs av William D. Field 1936. Limenitis maynardi ingår i släktet Limenitis och familjen praktfjärilar. Inga underarter finns listade i Catalogue of Life.